# Drilonereis lumbricus
Drilonereis lumbricus är en ringmaskart som beskrevs av Treadwell 1922. Drilonereis lumbricus ingår i släktet Drilonereis och familjen Oenonidae. Inga underarter finns listade i Catalogue of Life.